# Draganić
Draganić község Horvátországban, Károlyváros megyében. A draganići közösség 14 faluból tevődik össze, ezek  Draganići, Barkovići, Jazvaci, Vrbanci, Budrovci Draganićki, Bencetići, Goljak Draganićki, Mrzljaki Draganićki, Vrh Draganićki, Križančići, Lazina, Franjetići, Lug és Darići. Rajtuk kívül a draganići közösséghez tartoznak még a mai községen kívüli, de a plébániához tartozó Čeglje, Guci Draganički és Vukšin Šipak falvak. Draganić községnek 2011-ben összesen 2628 lakosa volt.

## Fekvése
Draganić község Horvátország északnyugati részén Károlyvárostól 10 km-re északra helyezkedik el, ott ahol a Pannóniai síkság a Kulpa-menti síksággal érintkezik. Területének nyugati része dombság, mely kelet felé haladva sík területbe megy át, ahol szántóföldek és legelők találhatók. Legkeletibb részén hatalmas erdők terülnek el. Területén északnyugatról délkeleti irányba két folyó,  a Kupčina és a Stojnica folyik keresztül.

## Története
A települést 1249-ben említi először oklevél, amikor IV. Béla király idejében a Gutkeled nembeli István egész Szlavónia bánja a podgorjei nemesi birtokok felől rendelkezik. A község lakói szolgálataikért a királytól nemességet kaptak. Valószínűleg ekkor erősítette meg a király Draganić nemesi község határait is. Az egyházközség Szent György temploma 1334-ben már állt. Az évszázadok alatt a község lakói közösségbe tömörültek, melybe bevitték javaikat, földjeiket és erdeiket. A község lakóinak ez a helyi közössége mintegy önkormányzatként államilag is elismerten fennmaradt egészen a 20. századig. A közösség vezető testületét minden évben Szent Fülöp és Szent György napja között választották újjá. Minden általuk kiadott okmányt a közösség nagypecsétjével hitelesítettek. A község lakói mezőgazdaságból és a kiterjedt, a közösség elöljárósága által igazgatott erdőkből éltek. Habár mint szabad emberek maguk is fenyegetettek voltak, részt vettek az 1573-as horvát parasztfelkelésben. A felkelés leverése után azonban mégis megmaradtak a község korábbi kiváltságai. A török elleni háborúk idején a király hívására a község 200 kopjást tartozott adni a turopoljei nemesi bandériumba.
A trianoni békeszerződésig Zágráb vármegye Károlyvárosi járásához tartozott.
A 20. század első felében a község nagy fejlődésnek indult. Téglagyár, fűrésztelep, ipari malom működött, melyek mintegy 600 embert foglalkoztattak. A község amatőr kulturális és művészeti egyesülete 1934-ben alakult. Jelenleg néptánc csoportja, énekkara és tamburazenekara működik. A község labdarúgó klubját 1939-ben alapították, jelenleg a megyei első osztályban játszik. 1957. július 15-én a község elveszítette korábbi önállóságát, lakossága arra kényszerült, hogy a földművelésből éljen, vagy a közeli városban keressen munkát. Ebben az időszakban számos draganici keresett munkát Nyugat-Európában és az amerikai kontinensen, ahol megtalálták boldogulásukat. 1992-ben a község visszakapta önállóságát és megszűnt korábbi megosztottsága, mellyel ismét egy megyéhez került.

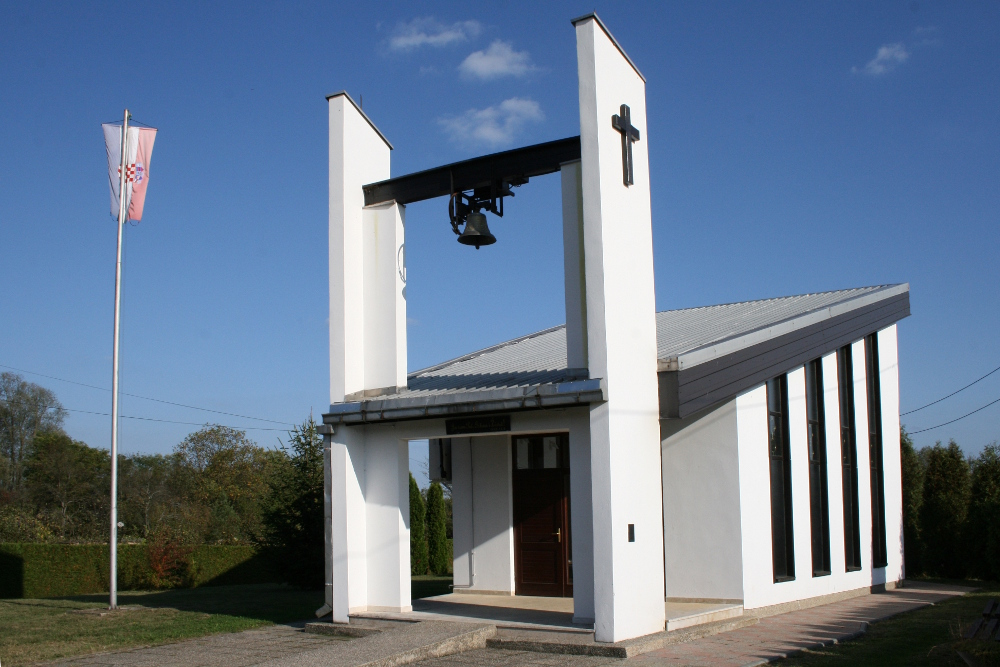
A Szent Kereszt kápolna

## Nevezetességei
- Szent György tiszteletére szentelt római katolikus plébániatemploma 1334-ben már állt, ekkor említik Ivan nevű papját is.
- A plébániatemplom közelében áll a plébánia épülete,[2] mely 1827-ben épült a fából készült régi plébániaház helyén. Megmaradt eredeti rendeltetése, elrendezése, jellegzetes klasszicista formája, valamint a belső kialakítás, a boltíves pince és földszint, valamint az építőanyagok és a belsőépítészeti elemek.
- Remete Szent Antal tiszteletére szentelt fakápolnája 1671-ben épült, 1702-ben átépítették.
- A hegyen álló Szent Borbála-kápolnát 1731-ben emelte Draganić szabad község.
- Lazina faluban álló Szent Fábián és Sebestyén fakápolnája 1668-ban épült, 1704-en újjáépítették.
- Guci faluban álló Szent Mária Magdolna fakápolnája 1683-ban épült.
- A plébániatemplom közelében álló Szent Sixtus-kápolna szintén fából épült 1668-ban, 1776 és 1988 között halottasházként szolgált. Mára visszakapta korábbi funkcióját.
- A Szentháromság kápolna[3] 1689-ben épült barokk stílusban. A 18. században átalakították. A településen kívül, kiemelkedő helyen található. Károlyváros környékén az egyetlen fennmaradt fakápolna. Egyhajós, téglalap alaprajzú épület a hajó szélességével megegyező, háromoldalú szentéllyel, a szentélytől délre található sekrestyével és a főhomlokzat előtti harangtoronnyal. Faragott tölgyfa deszkából épült, melyek horvát módon vannak összekapcsolva a régebbi részekkel. A kora barokk retablós oltár 1692-ből származik. A templomhajó és a kápolna szentélyének faburkolatán fríz látható, életnagyságú szentek alakjaival. A sekrestyét a 19. században építették hozzá.
- A budrovci Remete Szent Antal-kápolna[4] barokk épület, külsejében a 19. századi elemekkel.
- A vasútállomás közelében álló Szent Kereszt-kápolna a horvát honvédő háború hőseinek állít emléket.
- A Segítő Szűz tiszteletére szentelt kápolna Cegljében.
- Szent István-kápolna Vukšin Šipakban.
- A községnek népi együttese, gazdag népi hagyományai és népviselete van.
- A határában található halastavak a horgászok kedvelt helyei, hatalmas erdeiben turistautak vezetnek, nagy hagyományai vannak a vadászatnak is.
- A Piramid nevű magaslatról remek kilátás nyílik a környező tájra.

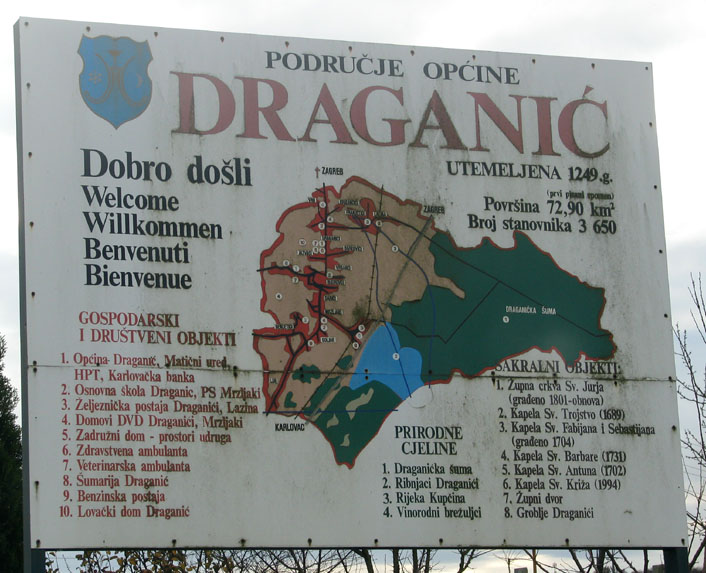
A község térképes üdvözlőtáblája